# ピーテル・ファン・ミュッセンブルーク

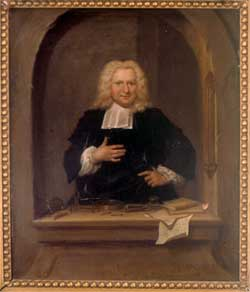
ミュッセンブルークの肖像画

ピーテル・ファン・ミュッセンブルーク（Pieter van Musschenbroek、1692年3月14日 - 1761年9月19日）はオランダの科学者。彼はデュースブルク、ユトレヒト、ライデンで数学、哲学、医学、占星術の教授の地位にあった。彼は最初のキャパシタであるライデン瓶を1746年に発明したことで知られている。
姓の日本語表記は他にミュッセンブルック、ムスケンブルックなどあり一定しない。名の"Pieter"（ピーテル / ピーター）はしばしばラテン語化された"Petrus"（ペトルス）の形で言及される。

## 出自と学習
ピーテル・ファン・ミュッセンブルークはネーデルラント連邦共和国・ホラント州・ライデンで1692年3月14日に生まれた。彼の父はヨハネス・ファン・ミュッセンブルーク（Johannes）、母はマルガレータ・ファン・ストラーテン（Margaretha van Straaten）。
ファン・ミュッセンブルーク家は本来フランドルの家系で、1593年にロッテルダムで外科医として記録されている。1600年9月10日にレヴィン・ブレイクマンズがライデンの市民として認められていることから、1600年以前にライデンに移り住んだと推定されている。彼の父はポンプ、顕微鏡、望遠鏡など科学機器を作る職人であった。
ピーテルは1708年までラテン語学校に通い、そこでギリシア語、ラテン語、フランス語、英語、高地ドイツ語、イタリア語、スペイン語を学んだ。そしてライデン大学で医学を学び、1718年に博士号を取得した。彼はまたロンドンで行われたジョン・デサグリエとアイザック・ニュートンの講義にも通っている。1719年には、哲学の学習を終えている。

## 学者としての経歴

### デュースブルク
1719年、彼はデュースブルクで数学および哲学の教授となった。1721年には医学に関しても教授の職に就いた。

### ユトレヒト
1723年、彼はデュースブルクでの役職を去り、ユトレヒトで教授となった。1732年、彼は占星術の教授にもなっている。
ミュッセンブルークの"Elementa Physica"(1726) は、ニュートンの考えをヨーロッパの物理学界に伝達する上で重要な役割を果たした。

### ライデン

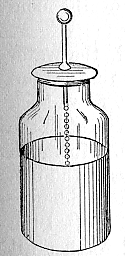
ライデン瓶（20世紀初期のイラスト）

1739年、彼はライデンに戻りヴィレム・スフラーフェサンデ（Willem 's Gravesande, 1688-1742）の役職を継いで教授となった。
ライデン大学において、ファン・ミュッセンブルークは静電気学に興味を持ち、研究を行った。当時、摩擦式起電機で一時的に電気を起こすことは可能であったが、作った電荷を（換言すると電気エネルギーを）貯めておく手段は無かった。ミュッセンブルークおよびその弟子アンドレアス・クナエウス（Andreas Cunaeus）は、ガラス瓶を水で満たし真鍮の棒を入れたものが電気エネルギーを保持することを発見した。そしてエネルギーを放出する（放電を起こす）にはガラス瓶内部の導体（真鍮棒）と外部の導体（彼らの初めの実験では、彼らの手の平）を繋げぐだけで良いことも見つけた。彼はこの発見を1746年1月にルネ・レオミュールとノレ神父（Nollet）に教えた。ミュッセンブルークの書簡をラテン語から翻訳した人物が、この発明を「ライデン瓶」と名づけた。
その直後、ドイツの科学者エヴァルト・ゲオルク・フォン・クライスト（Ewald Georg von Kleist）が彼よりわずかに早く（1745年末）に、独立に同様の仕掛けを作っていたことが判明した。だがフォン・クライストは自分の発明を公表するのが遅れたのである。
1754年に彼はサンクトペテルブルクの皇立科学アカデミーで名誉教授となった。
ファン・ミュッセンブルークは1761年9月19日にライデンで死去した。

## 著書
- Elementa Physica (1726)[5]
- Dissertationes physicae experimentalis et geometricae de magnete (1729)[5]
- Tentamina experimentorum naturalium in Accademia del Cimento (1731)[5]
- Institutiones physicae (1734)[5]
- Aeris praestantia in humoribus corporis humani (1739)[5]
- Institutiones logicae (1764)[5]